# Сен-Поль-де-Ванс
Сен-Поль-де-Ванс (фр. Saint-Paul-de-Vence, окс. Sant Pau) — коммуна на юго-востоке Франции в регионе Прованс — Альпы — Лазурный берег, департамент Приморские Альпы, округ Грас, кантон Вильнёв-Лубе. До марта 2015 года коммуна административно входила в состав упразднённого кантона Западный Кань-сюр-Мер (округ Грас).
Коммуна расположена на Лазурном берегу Франции южнее города Ванс. Площадь коммуны — 7,26 км², население — 3338 человек (2006) с тенденцией к росту: 3548 человек (2012), плотность населения — 488,7 чел./км².

## История
Селение возникло на рубеже VIII века, когда жители побережья, устав от постоянных набегов сарацин, ушли в горы и обустроили там хорошо укреплённые деревни («каменные гнёзда»). В 1538 году по приказу Франциска I этот форпост был обнесён каменной стеной.
Сен-Поль-де-Ванс оставался бы одной из многих средневековых укреплённых горных деревень Приморских Альп, но его выделило из общего строя то, что в 20-е годы XX столетия его облюбовали для себя художники из Парижа. Синьяк, Боннар, Утрилло, Модильяни зачастили в Сен-Поль-де-Ванс.
Они останавливались в отеле «Золотая голубка» (фр. La Colombe D'Or). Зачастую расплачивались за стол и кров своими работами. Хозяин отеля Поль Руо определённо не остался в накладе. Сейчас отель является собственником работ таких известных всему миру художников, как Утрилло, Вламинк, Дюфи, Боннар, Сутин, Пикассо, Модильяни, Кокто, Шагал. Эти художники, уже став знаменитыми, не забывали Сен-Поль-де-Ванс. В результате и сама деревня, и отель «Золотая голубка» стали культовым местом для поклонников изобразительного искусства. На стенах отеля можно видеть работы выдающихся мастеров. Экспозиция постоянно меняется.
Вслед за одними знаменитостями потянулись и другие. В «Золотой голубке» бывали Бриджит Бардо, Грета Гарбо, Софи Лорен, Берт Ланкастер, Катрин Денёв, Жан-Поль Сартр и Симона де Бовуар. Здесь познакомились, а позже сыграли свадьбу Ив Монтан и Симона Синьоре. На местном кладбище покоится прах проведшего в Сен-Поль-де-Вансе последние годы своей жизни Марка Шагала.

## Население
Население коммуны в 2011 году составляло 3533 человека, а в 2012 году — 3548 человек.
| 1962 | 1968 | 1975 | 1982 | 1990 | 1999 | 2005 | 2006 | 2010 | 2011 | 2012 |
| ---- | ---- | ---- | ---- | ---- | ---- | ---- | ---- | ---- | ---- | ---- |
| 1416 | 1570 | 1917 | 2542 | 2903 | 2847 | 3336 | 3338 | 3486 | 3533 | 3548 |

Динамика численности населения:

## Экономика
В 2010 году из 2215 человек трудоспособного возраста (от 15 до 64 лет) 1501 были экономически активными, 714 — неактивными (показатель активности 67,8 %, в 1999 году — 64,5 %). Из 1501 активных трудоспособных жителей работали 1363 человека (744 мужчины и 619 женщин), 138 числились безработными (62 мужчины и 76 женщин). Среди 714 трудоспособных неактивных граждан 238 были учениками либо студентами, 211 — пенсионерами, а ещё 265 — были неактивны в силу других причин.
На протяжении 2010 года в коммуне числилось 1437 облагаемых налогом домохозяйств, в которых проживало 3339 человек. При этом медиана доходов составила 25 514 евро на одного налогоплательщика.

## Достопримечательности
Сен-Поль-де-Ванс застроен домами XVI—XVIII веков, которые сами по себе являются памятниками истории и культуры. Ныне в этих домах расположены — помимо бутиков и сувенирных лавочек — мастерские художников и художественные галереи.
В числе достопримечательностей — часовня Братства Белых Кающихся (XVII век), коллегиальная церковь и музей Сен-Поля.
Небольшие площади деревни украшают скульптурные работы известных мастеров, в том числе и авторская копия «Мыслителя» Родена.
За чертой села в пиниевой роще расположен Фонд Майо, здание которого само по себе считается произведением архитектурного искусства. Оно спроектировано испанским архитектором Жозепом Льюисом Сертом. В оформлении интерьера приняли участие многие знаменитые художники. Шагал выполнил настенное мозаичное панно. Поработали над зданием и Брак и Миро. Этот музей называют Лувром Лазурного Берега — благодаря большому количеству значительных произведений изобразительного искусства, хранящихся в нём. В экспозиции картины Боннара, Брака, Матисса, Шагала, Кандинского, Леже. Скульптуры и мозаика Миро, Арпа, Колдера, Джакометти.